# 紀鉄ホテル
紀鉄ホテル株式会社（きてつホテル）は、東京都中央区に本社を置く、紀州鉄道グループのホテルを運営する企業である。紀州鉄道ホテルチェーンを展開している。

## ホテル一覧
出典。
- 房総白浜ウミサトホテル（旧 紀州鉄道 房総白浜ホテル）
- 紀州鉄道 軽井沢ホテル
- 紀州鉄道 片瀬江ノ島ホテル
- ネイチャービレッジ諏訪塩嶺
- 伊豆一碧湖レイクサイドテラス（旧 紀州鉄道 伊豆一碧湖ホテル）
- ホテルナチュレ名古屋栄（旧 紀州鉄道 名古屋栄ホテル）

### 旧経営ホテル
- 源泉遺産 那須塩原別邸（旧 紀州鉄道 那須塩原ホテル）[2][3]
- 玄 箱根強羅（旧 紀州鉄道 箱根強羅ホテル）[4][5]
- ホテルナチュレ大阪梅田（旧 紀州鉄道 大阪梅田ホテル）2020年11月15日閉館[6]